# 亞連加河

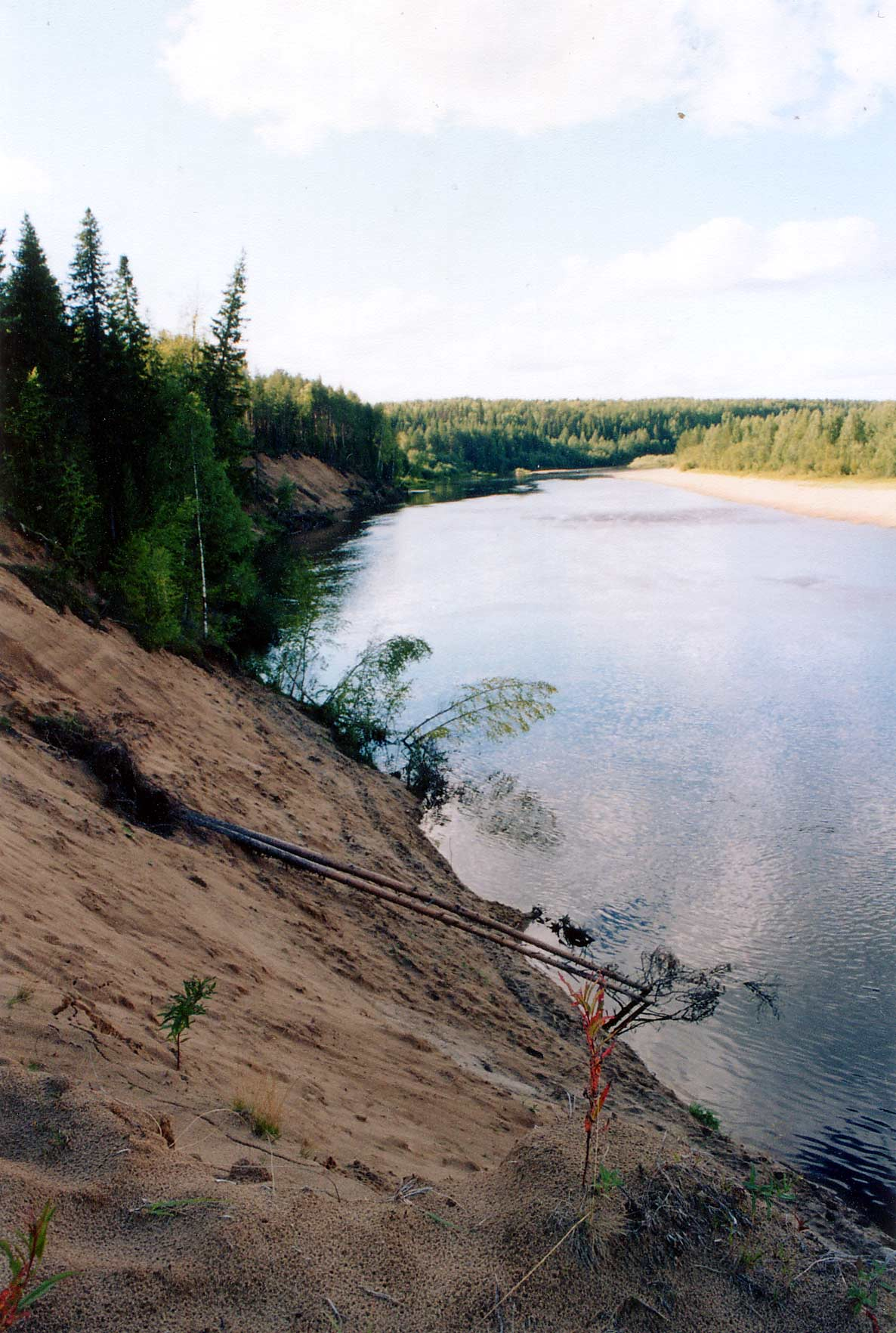
亞連加河

亞連加河是俄羅斯的河流，位於科密共和國和阿爾漢格爾斯克州，屬於維切格達河的右支流，河道全長152公里，流域面積5,140平方公里，上游有不少急流。